# Desaparición de Adrien McNaughton
Adrien McNaughton (nacido el 4 de noviembre de 1966) fue un niño canadiense de cinco años que desapareció el 12 de junio de 1972.

## Desaparición
Durante una excursión de pesca familiar en el lago Holmes, cerca de Calabogie (Ontario), Adrien estuvo pescando durante una hora con su padre, Murray McNaughton. Se cansó y dejó de pescar porque se le había enredado el sedal. Se sentó en una roca cercana y luego abandonó la orilla del lago para jugar a poca distancia. Entonces se alejó de su padre, de sus dos hermanos mayores y de un amigo de su padre y se adentró en una zona boscosa. El padre se dio cuenta de que Adrien había desaparecido y envió al hermano mayor de Adrien, Lee McNaughton, al coche para que lo buscara. Cuando Lee no encontró a Adrien se realizó una búsqueda para encontrarlo. Horas después, al no encontrar a Adrien, se contactó con la policía. En el momento de su desaparición llevaba una parka de nailon azul, una camisa de rayas naranja, pantalones cortos marrones y botas con suela de goma.

## Investigación
Se llevó a cabo una búsqueda masiva para encontrar a Adrien McNaughton. Miles de voluntarios dirigidos por las fuerzas armadas buscaron en la zona donde Adrien había desaparecido. Se realizó una búsqueda exhaustiva, pero no se encontró ninguna pista sobre su paradero.

## Período posterior
En 2009, con el uso de la nueva tecnología digital, sus padres esperaban encontrarlo como adulto. También en 2009, cuando los padres de Adrien fueron contactados por el Toronto Sun, su madre se negó a ser entrevistada y remitió las preguntas a la policía. Un podcast original de la CBC llamado Alguien sabe algo investigó la desaparición de Adrien McNaughton, a partir de 2015. El programa está presentado, escrito y producido por el galardonado cineasta canadiense David Ridgen, y sus primeros episodios se publicaron en marzo de 2016. El 23 de abril de 2016, como parte de la investigación para SKS, cinco voluntarios altamente capacitados realizaron una inmersión de búsqueda en el lago Holmes, en busca de los restos de Adrien McNaughton, después de que cuatro perros detectores de cadáveres indicaran que estaban detectando restos humanos en la zona. Se descubrió un objeto similar a un diente y un pequeño trozo de goma que podría haber pertenecido a un zapato bajo dos metros de agua. La policía examinó el objeto similar a un diente y se comprobó que no era de origen humano.